# 三甲街道 (椒江市)
三甲街道，中国浙江省台州市椒江市下辖的一个街道。2020年12月，撤销三甲街道，在原三甲街道行政区域范围内，以洪家场浦为界新设三甲街道、海虹街道。新设立的三甲街道为洪家场浦以南的区域，区域面积约29.55平方千米，下辖楼里、明亮、同利、三塘、东海、四甲、金家、海保、晨光、滨海、老海城、三丰、利益、三甲、街浦、一心、卫国、海丰、沿海、保家、裕广堂、甲南、坚决、优胜、优良、解放、石柱、街下、海明和改革等30个行政村。

## 辖区
该街道辖有：
保家村、青龙村、卫国村、改革村、海岸村、石柱村、解放村、优胜村、甲南村、裕广堂村、坚决村、优良村、街下村、海明村、海丰村、沿海村、老海城村、金家村、楼里村、三丰村、三甲村、街浦村、利益村、一心村、晨光村、五塘村、四甲村、海保村、三塘村、东海村、同利村、明亮村、七塘村、新王村、和平村、解家村、六甲村、翻身村、光辉村、郭家村、半坦村、高闸村和飞龙村。